# Eredivisie (mannenhandbal) 2017/18
De Eredivisie is de hoogste afdeling van het Nederlandse handbal bij de heren op landelijk niveau. Er nemen twaalf teams deel aan de reguliere competitie. Tijdens de aansluitende nacompetitie worden de zes ploegen, die vooraf in de BENE-League hebben gespeeld, hier aan toegevoegd. In het seizoen 2017/2018 werd FIQAS/Aalsmeer landskampioen. ARBO Rotterdam HANDBAL degradeerde naar de Eerste divisie.

## Opzet
Met ingang van dit seizoen is er, voor ten minste drie seizoenen, sprake van een gewijzigde opzet. Net als in voorgaande seizoenen, zijn de BENE-League en de eredivisie deels met elkaar verweven. De 6 "beste" ploegen van vorig seizoen, spelen eerst een volledige competitie in BENE-League verband, terwijl de overige 12 ploegen eerst een volledige reguliere competitie in eredivisie verband spelen.
Na beëindiging van deze 2 competities worden de 18 ploegen bij elkaar gevoegd, waarbij:
- De 4 Nederlandse teams, die in BENE-League als hoogste zijn geëindigd, gaan strijden voor het Nederlands kampioenschap. Deze 4 teams komen daarnaast volgend seizoen weer in de BENE-League uit. Op nationaal niveau worden dit uiteindelijk de teams op de plaatsen 1 t/m 4 in de eindrangschikking.
- De 2 Nederlandse teams, die in BENE-League als laagste zijn geëindigd, plus de 2 teams, die in het reguliere eredivisie seizoen als hoogste zijn geëindigd, gaan strijden voor 2 plekken in de BENE-League van volgend seizoen. De 2 "verliezende" teams spelen volgend seizoen in de reguliere competitie van de eredivisie.  Op nationaal nivo worden dit uiteindelijk de teams op de plaatsen 5 t/m 8 in de eindrangschikking.
- De 8 teams, die in het reguliere eredivisie seizoen op de plaatsen 3 t/m 10 zijn geëindigd, spelen zogenaamde runner-up wedstrijden voor uiteindelijk de plaatsen 9 t/m 16 in de eindrangschikking op nationaal niveau.
- De 2 teams, die in het reguliere eredivisie seizoen als laagste zijn geëindigd, plus de 4 periodekampioenen van de eerste divisie, gaan strijden voor 1 plek in de eredivisie van volgend seizoen. De 5 "verliezende" teams spelen volgend seizoen in de eerste divisie. De vrijgekomen plek wordt ingenomen door de kampioen van de eerste divisie. Voor de 2 eredivisie ploegen, van dit seizoen, geldt dat zij uiteindelijk op nationaal niveau de teams op de plaatsen 17 en 18 worden.

## Teams
| Ploeg                        | Plaats         | Provincie     | Trainer(s)                                             | Hal            |
| Eredivisie                   | Eredivisie     | Eredivisie    | Eredivisie                                             | Eredivisie     |
| ---------------------------- | -------------- | ------------- | ------------------------------------------------------ | -------------- |
| FIQAS/Aalsmeer 2             | Aalsmeer       | Noord-Holland | Herman Schaap                                          | De Bloemhof    |
| DEF-Fire/Aristos             | Amsterdam      | Noord-Holland | Maarten Roestenburg                                    | Aristoshal     |
| Herpertz Bevo HC 2           | Panningen      | Limburg       | Wil Jacobs Rob van Bokhoven ontslagen in november 2018 | De Heuf        |
| SMEZO/BFC                    | Beek           | Limburg       | Nick Onink                                             | De Haamen      |
| DFS Arnhem                   | Arnhem         | Gelderland    | Osvaldo Gomes                                          | Elderveld      |
| Oosting Metaal Recycling/E&O | Emmen          | Drenthe       | Joop Fiege                                             | Angelslo       |
| ARBO Rotterdam HANDBAL       | Rotterdam      | Zuid-Holland  | Arjan Koster Danny Baijens ontslagen in april 2018     | Albeda College |
| AJ Sports/Hellas             | 's-Gravenhage  | Zuid-Holland  | Hans van Dijk                                          | Hellashal      |
| Stipt Payroll/Houten         | Houten         | Utrecht       | Rick Louw                                              | The Dome       |
| OCI-LIONS 2                  | Sittard-Geleen | Limburg       | Bart Hofmeyer                                          | Glanerbrook    |
| RED-RAG/Tachos               | Waalwijk       | Noord-Brabant | Paul Coenders                                          | De Slagen      |
| Cabooter Group/HandbaL Venlo | Venlo          | Limburg       | William Gommans Eric Eussen ontslagen in februari 2018 | Craneveld      |
| BENE-League                  |                |               |                                                        |                |
| FIQAS/Aalsmeer               | Aalsmeer       | Noord-Holland | Bert Bouwer                                            | De Bloemhof    |
| Herpertz Bevo HC             | Panningen      | Limburg       | Jo Smeets                                              | De Heuf        |
| JMS/Hurry-Up                 | Zwartemeer     | Drenthe       | Martin Vlijm                                           | De Eendracht   |
| OCI-LIONS                    | Sittard-Geleen | Limburg       | Mark Schmetz                                           | Stadssporthal  |
| Wematrans/Quintus            | Kwintsheul     | Zuid-Holland  | Alex Curescu                                           | Eekhout Hal    |
| KRAS/Volendam                | Volendam       | Noord-Holland | Peter Portengen                                        | Opperdam       |

## Reguliere competitie

### Stand
| Pos | Team                         | Wed | W  | G | V  | Ptn | DV  | DT  | +/− | Opmerking                          |
| --- | ---------------------------- | --- | -- | - | -- | --- | --- | --- | --- | ---------------------------------- |
| 1   | Stipt Payroll/Houten         | 22  | 17 | 4 | 1  | 38  | 615 | 520 | +95 | Speelt voor plek in de BENE-League |
| 2   | DFS Arnhem                   | 22  | 16 | 2 | 4  | 34  | 656 | 571 | +85 | Speelt voor plek in de BENE-League |
| 3   | RED-RAG/Tachos               | 22  | 15 | 2 | 5  | 32  | 624 | 540 | +84 | Speelt runner-up wedstrijden       |
| 4   | AJ Sports/Hellas             | 22  | 14 | 3 | 5  | 31  | 615 | 564 | +51 | Speelt runner-up wedstrijden       |
| 5   | Oosting Metaal Recycling/E&O | 22  | 14 | 0 | 8  | 28  | 641 | 557 | +84 | Speelt runner-up wedstrijden       |
| 6   | OCI-LIONS 2                  | 22  | 9  | 1 | 12 | 19  | 575 | 600 | −25 | Speelt runner-up wedstrijden       |
| 7   | SMEZO/BFC                    | 22  | 8  | 2 | 12 | 18  | 572 | 616 | −44 | Speelt runner-up wedstrijden       |
| 8   | Herpertz Bevo HC 2           | 22  | 8  | 0 | 14 | 16  | 555 | 641 | −86 | Speelt runner-up wedstrijden       |
| 9   | FIQAS/Aalsmeer 2             | 22  | 7  | 1 | 14 | 15  | 598 | 641 | −43 | Speelt runner-up wedstrijden       |
| 10  | Cabooter Group/HandbaL Venlo | 22  | 6  | 2 | 14 | 14  | 540 | 592 | −52 | Speelt runner-up wedstrijden       |
| 11  | DEF-Fire/Aristos             | 22  | 6  | 2 | 14 | 14  | 535 | 609 | −74 | Speelt voor handhaving/degradatie  |
| 12  | ARBO Rotterdam HANDBAL       | 22  | 2  | 1 | 19 | 5   | 572 | 647 | −75 | Speelt voor handhaving/degradatie  |

### Uitslagen
| Thuis \ Uit                  | AAL   | ARI   | BEV   | BFC   | DFS   | E&O   | HAR   | HEL   | HOU   | LIO   | TAC   | VEN   |
| ---------------------------- | ----- | ----- | ----- | ----- | ----- | ----- | ----- | ----- | ----- | ----- | ----- | ----- |
| FIQAS/Aalsmeer 2             |       | 34–23 | 27–20 | 34–22 | 27–35 | 27–31 | 33–26 | 27–25 | 26–30 | 30–32 | 30–29 | 30–25 |
| DEF-Fire/Aristos             | 29–24 |       | 26–22 | 26–26 | 19–22 | 22–33 | 26–24 | 28–30 | 25–29 | 23–27 | 26–33 | 31–18 |
| Herpertz Bevo HC 2           | 30–28 | 23–26 |       | 29–23 | 29–35 | 26–33 | 30–29 | 24–34 | 16–33 | 33–25 | 29–27 | 21–24 |
| SMEZO/BFC                    | 28–25 | 28–21 | 26–31 |       | 29–27 | 26–25 | 32–27 | 27–27 | 16–26 | 23–30 | 25–30 | 25–24 |
| DFS Arnhem                   | 36–22 | 29–27 | 31–22 | 30–26 |       | 31–30 | 40–32 | 29–30 | 26–27 | 25–24 | 20–25 | 28–15 |
| Oosting Metaal Recycling/E&O | 30–27 | 31–21 | 33–22 | 30–29 | 30–35 |       | 31–17 | 27–24 | 28–31 | 25–16 | 22–23 | 27–24 |
| ARBO Rotterdam HANDBAL       | 34–24 | 22–23 | 33–24 | 25–28 | 31–35 | 24–36 |       | 25–30 | 28–29 | 28–34 | 26–29 | 25–28 |
| AJ Sports/Hellas             | 31–23 | 34–20 | 32–24 | 30–27 | 22–31 | 26–25 | 35–28 |       | 32–32 | 31–22 | 24–22 | 26–31 |
| Stipt Payroll/Houten         | 25–25 | 28–17 | 32–20 | 35–26 | 30–30 | 26–22 | 25–21 | 25–22 |       | 26–22 | 19–19 | 31–26 |
| OCI-LIONS 2                  | 31–29 | 25–23 | 26–28 | 26–21 | 25–31 | 26–37 | 26–26 | 26–28 | 24–27 |       | 23–26 | 30–20 |
| RED-RAG/Tachos               | 38–22 | 38–24 | 35–24 | 29–28 | 24–24 | 31–28 | 26–19 | 23–24 | 27–24 | 33–24 |       | 37–26 |
| Cabooter Group/HandbaL Venlo | 31–24 | 29–29 | 23–28 | 29–31 | 25–26 | 23–27 | 23–22 | 18–18 | 22–25 | 27–31 | 29–20 |       |

## Nacompetitie

### Handhaving/promotie poules
De nummers 11 en 12 van de reguliere eredivisie competitie spelen samen met de 4 periodekampioenen van de eerste divisie voor 1 plek in de Eredivisie 2018/19
Eerst worden de teams in 2 poules van 3 teams onderverdeeld. De nummer 11 van de eredivisie wordt samen met de 2 periode kampioenen uit de eerste divisie, die in de reguliere competitie als laagste zijn geëindigd, in 1 poule ingedeeld. De resterende teams komen in de andere poule. In beide poules wordt een volledige competitie gespeeld. De winnaaes van de 2 poules spelen een best-of-two voor de resterende plek in de Eredivisie 2018/19. De 5 teams die zich niet de winnaar mogen noemen spelen volgend seizoen in de Eerste divisie 2018/19.

#### Teams
| Positie               | Team                   | Opmerking                     |
| --------------------- | ---------------------- | ----------------------------- |
| No. 11 eredivisie     | DEF-Fire/Aristos       |                               |
| No. 12 eredivisie     | ARBO Rotterdam HANDBAL |                               |
| No. 04 eerste divisie | Olympia '89/DOS '80    | Winnaar 4de periode           |
| No. 05 eerste divisie | WHC                    | Winnaar 1ste periode          |
| No. 06 eerste divisie | Nieuwegein             | Vervanger winnaar 2de periode |
| No. 09 eerste divisie | Havas                  | Winnaar 3de periode           |

#### Poule A

##### Stand
| Pos | Team             | Wed | W | G | V | Ptn | DV  | DT  | +/− | Opmerking                                           |
| --- | ---------------- | --- | - | - | - | --- | --- | --- | --- | --------------------------------------------------- |
| 1   | DEF-Fire/Aristos | 4   | 2 | 1 | 1 | 5   | 131 | 111 | +20 | Naar best-of-two voor plek in de Eredivisie 2018/19 |
| 2   | Havas            | 4   | 1 | 2 | 1 | 4   | 124 | 127 | −3  | Speelt volgend seizoen Eerste divisie 2018/19       |
| 3   | Nieuwegein       | 4   | 1 | 1 | 2 | 3   | 115 | 132 | −17 | Speelt volgend seizoen Eerste divisie 2018/19       |

##### Uitslagen
| Thuis \ Uit      | ARI   | HAV   | NIE   |
| ---------------- | ----- | ----- | ----- |
| DEF-Fire/Aristos |       | 34–29 | 40–24 |
| Havas            | 30–30 |       | 32–32 |
| Nieuwegein       | 28–27 | 31–33 |       |

#### Poule B

##### Stand
| Pos | Team                       | Wed | W | G | V | Ptn | DV  | DT  | +/− | Opmerking                                           |
| --- | -------------------------- | --- | - | - | - | --- | --- | --- | --- | --------------------------------------------------- |
| 1   | Olympia '89/DOS '80 (P)    | 4   | 4 | 0 | 0 | 8   | 124 | 105 | +19 | Naar best-of-two voor plek in de Eredivisie 2018/19 |
| 2   | ARBO Rotterdam HANDBAL (R) | 4   | 1 | 0 | 3 | 2   | 118 | 121 | −3  | Speelt volgend seizoen Eerste divisie 2018/19       |
| 3   | WHC                        | 4   | 1 | 0 | 3 | 2   | 101 | 117 | −16 | Speelt volgend seizoen Eerste divisie 2018/19       |

##### Uitslagen
| Thuis \ Uit            | HAR   | O&D   | WHC   |
| ---------------------- | ----- | ----- | ----- |
| ARBO Rotterdam HANDBAL |       | 29–36 | 29–30 |
| Olympia '89/DOS '80    | 33–27 |       | 32–27 |
| WHC                    | 22–33 | 22–23 |       |

#### Best of Two Promotie/handhaving
| Pos | Team                | Wed | W | G | V | Ptn | DV | DT | +/− | Opmerking                                     |  | ARI   | O&D   |
| --- | ------------------- | --- | - | - | - | --- | -- | -- | --- | --------------------------------------------- |  | ----- | ----- |
| 1   | DEF-Fire/Aristos    | 2   | 1 | 0 | 1 | 2   | 54 | 44 | +10 | Speelt volgend seizoen Eredivisie 2018/19     |  | —     | 30–19 |
| 2   | Olympia '89/DOS '80 | 2   | 1 | 0 | 1 | 2   | 44 | 54 | −10 | Speelt volgend seizoen Eerste divisie 2018/19 |  | 25–24 | —     |

### Runner-up nacompetitie

#### Ronde 1

##### A
| Pos | Team                         | Wed | W | G | V | Ptn | DV | DT | +/− | Opmerking                           |  | TAC   | VEN   |
| --- | ---------------------------- | --- | - | - | - | --- | -- | -- | --- | ----------------------------------- |  | ----- | ----- |
| 1   | RED-RAG/Tachos               | 2   | 1 | 0 | 1 | 2   | 59 | 52 | +7  | Speelt verder voor plaats 9 t/m 12  |  | —     | 36–24 |
| 2   | Cabooter Group/HandbaL Venlo | 2   | 1 | 0 | 1 | 2   | 52 | 59 | −7  | Speelt verder voor plaats 13 t/m 16 |  | 28–23 | —     |

##### B
| Pos | Team        | Wed | W | G | V | Ptn | DV | DT | +/− | Opmerking                           |  | BFC   | LIO   |
| --- | ----------- | --- | - | - | - | --- | -- | -- | --- | ----------------------------------- |  | ----- | ----- |
| 1   | SMEZO/BFC   | 2   | 1 | 0 | 1 | 2   | 45 | 38 | +7  | Speelt verder voor plaats 9 t/m 12  |  | —     | 23–24 |
| 2   | OCI-LIONS 2 | 2   | 1 | 0 | 1 | 2   | 38 | 45 | −7  | Speelt verder voor plaats 13 t/m 16 |  | 14–22 | —     |

##### C
| Pos | Team                         | Wed | W | G | V | Ptn | DV | DT | +/− | Opmerking                           |  | E&O   | BEV   |
| --- | ---------------------------- | --- | - | - | - | --- | -- | -- | --- | ----------------------------------- |  | ----- | ----- |
| 1   | Oosting Metaal Recycling/E&O | 2   | 2 | 0 | 0 | 4   | 70 | 53 | +17 | Speelt verder voor plaats 9 t/m 12  |  | —     | 38–24 |
| 2   | Herpertz Bevo HC 2           | 2   | 0 | 0 | 2 | 0   | 53 | 70 | −17 | Speelt verder voor plaats 13 t/m 16 |  | 29–32 | —     |

##### D
| Pos | Team             | Wed | W | G | V | Ptn | DV | DT | +/− | Opmerking                           |  | HEL   | AAL   |
| --- | ---------------- | --- | - | - | - | --- | -- | -- | --- | ----------------------------------- |  | ----- | ----- |
| 1   | AJ Sports/Hellas | 2   | 2 | 0 | 0 | 4   | 66 | 54 | +12 | Speelt verder voor plaats 9 t/m 12  |  | —     | 36–29 |
| 2   | FIQAS/Aalsmeer 2 | 2   | 0 | 0 | 2 | 0   | 54 | 66 | −12 | Speelt verder voor plaats 13 t/m 16 |  | 25–30 | —     |

#### Ronde 2

##### E
| Pos | Team                         | Wed | W | G | V | Ptn | DV | DT | +/− | Opmerking                          |  | VEN   | LIO   |
| --- | ---------------------------- | --- | - | - | - | --- | -- | -- | --- | ---------------------------------- |  | ----- | ----- |
| 1   | Cabooter Group/HandbaL Venlo | 2   | 2 | 0 | 0 | 4   | 49 | 37 | +12 | Speelt verder voor plaats 13 en 14 |  | —     | 25–16 |
| 2   | OCI-LIONS 2                  | 2   | 0 | 0 | 2 | 0   | 37 | 49 | −12 | Speelt verder voor plaats 15 en 16 |  | 21–24 | —     |

##### F
| Pos | Team               | Wed | W | G | V | Ptn | DV | DT | +/− | Opmerking                          |  | BEV   | AAL   |
| --- | ------------------ | --- | - | - | - | --- | -- | -- | --- | ---------------------------------- |  | ----- | ----- |
| 1   | Herpertz Bevo HC 2 | 2   | 1 | 0 | 1 | 2   | 61 | 57 | +4  | Speelt verder voor plaats 13 en 14 |  | —     | 28–30 |
| 2   | FIQAS/Aalsmeer 2   | 2   | 1 | 0 | 1 | 2   | 57 | 61 | −4  | Speelt verder voor plaats 15 en 16 |  | 27–33 | —     |

##### G
| Pos | Team           | Wed | W | G | V | Ptn | DV | DT | +/− | Opmerking                          |  | TAC   | BFC   |
| --- | -------------- | --- | - | - | - | --- | -- | -- | --- | ---------------------------------- |  | ----- | ----- |
| 1   | RED-RAG/Tachos | 2   | 2 | 0 | 0 | 4   | 66 | 53 | +13 | Speelt verder voor plaats 9 en 10  |  | —     | 36–31 |
| 2   | SMEZO/BFC      | 2   | 0 | 0 | 2 | 0   | 53 | 66 | −13 | Speelt verder voor plaats 11 en 12 |  | 22–30 | —     |

##### H
| Pos | Team                         | Wed | W | G | V | Ptn | DV | DT | +/− | Opmerking                          |  | E&O   | HEL   |
| --- | ---------------------------- | --- | - | - | - | --- | -- | -- | --- | ---------------------------------- |  | ----- | ----- |
| 1   | Oosting Metaal Recycling/E&O | 2   | 1 | 1 | 0 | 3   | 59 | 53 | +6  | Speelt verder voor plaats 9 en 10  |  | —     | 24–24 |
| 2   | AJ Sports/Hellas             | 2   | 0 | 1 | 1 | 1   | 53 | 59 | −6  | Speelt verder voor plaats 11 en 12 |  | 29–35 | —     |

#### Ronde 3

##### Plaats 15/16
| Pos | Team             | Wed | W | G | V | Ptn | DV | DT | +/− | Opmerking                    |  | LIO   | AAL   |
| --- | ---------------- | --- | - | - | - | --- | -- | -- | --- | ---------------------------- |  | ----- | ----- |
| 1   | OCI-LIONS 2      | 2   | 2 | 0 | 0 | 4   | 59 | 45 | +14 | 15de in de eindrangschikking |  | —     | 35–23 |
| 2   | FIQAS/Aalsmeer 2 | 2   | 0 | 0 | 2 | 0   | 45 | 59 | −14 | 16de in de eindrangschikking |  | 22–24 | —     |

##### Plaats 13/14
| Pos | Team                         | Wed | W | G | V | Ptn | DV | DT | +/− | Opmerking                    |  | VEN   | BEV   |
| --- | ---------------------------- | --- | - | - | - | --- | -- | -- | --- | ---------------------------- |  | ----- | ----- |
| 1   | Cabooter Group/HandbaL Venlo | 2   | 1 | 1 | 0 | 3   | 53 | 48 | +5  | 13de in de eindrangschikking |  | —     | 28–23 |
| 2   | Herpertz Bevo HC 2           | 2   | 0 | 1 | 1 | 1   | 48 | 53 | −5  | 14de in de eindrangschikking |  | 25–25 | —     |

##### Plaats 11/12
| Pos | Team             | Wed | W | G | V | Ptn | DV | DT | +/− | Opmerking                    |  | HEL   | BFC   |
| --- | ---------------- | --- | - | - | - | --- | -- | -- | --- | ---------------------------- |  | ----- | ----- |
| 1   | AJ Sports/Hellas | 2   | 2 | 0 | 0 | 4   | 57 | 42 | +15 | 11de in de eindrangschikking |  | —     | 33–19 |
| 2   | SMEZO/BFC        | 2   | 0 | 0 | 2 | 0   | 42 | 57 | −15 | 12de in de eindrangschikking |  | 23–24 | —     |

##### Plaats 9/10
| Pos | Team                         | Wed | W | G | V | Ptn | DV | DT | +/− | Opmerking                    |  | E&O   | TAC   |
| --- | ---------------------------- | --- | - | - | - | --- | -- | -- | --- | ---------------------------- |  | ----- | ----- |
| 1   | Oosting Metaal Recycling/E&O | 2   | 2 | 0 | 0 | 4   | 66 | 57 | +9  | 9de in de eindrangschikking  |  | —     | 31–28 |
| 2   | RED-RAG/Tachos               | 2   | 0 | 0 | 2 | 0   | 57 | 66 | −9  | 10de in de eindrangschikking |  | 29–35 | —     |

### Promotie/degradatie BENE-League

#### Teams
| Positie            | Team                 | Opmerking            |
| ------------------ | -------------------- | -------------------- |
| No. 08 BENE-League | JMS/Hurry-Up         | 5de Nederlandse team |
| No. 12 BENE-League | Wematrans/Quintus    | 6de Nederlandse team |
| No. 01 eredivisie  | Stipt Payroll/Houten |                      |
| No. 02 eredivisie  | DFS Arnhem           |                      |

#### Stand
| Pos | Team                 | Wed | W | G | V | Ptn | DV  | DT  | +/− | Opmerking                                        |
| --- | -------------------- | --- | - | - | - | --- | --- | --- | --- | ------------------------------------------------ |
| 1   | JMS/Hurry-Up         | 6   | 6 | 0 | 0 | 12  | 206 | 146 | +60 | Spelen volgend seizoen in de BENE-League 2018/19 |
| 2   | Wematrans/Quintus    | 6   | 3 | 0 | 3 | 6   | 169 | 168 | +1  | Spelen volgend seizoen in de BENE-League 2018/19 |
| 3   | DFS Arnhem           | 6   | 2 | 1 | 3 | 5   | 162 | 172 | −10 | Spelen volgend seizoen in de Eredivisie 2018/19  |
| 4   | Stipt Payroll/Houten | 6   | 0 | 1 | 5 | 1   | 141 | 192 | −51 | Spelen volgend seizoen in de Eredivisie 2018/19  |

#### Uitslagen
| Thuis \ Uit          | DFS   | HOU   | HUR   | QUI   |
| -------------------- | ----- | ----- | ----- | ----- |
| DFS Arnhem           |       | 30–18 | 25–37 | 30–23 |
| Stipt Payroll/Houten | 28–28 |       | 22–33 | 28–31 |
| JMS/Hurry-Up         | 36–26 | 34–24 |       | 29–25 |
| Wematrans/Quintus    | 30–23 | 36–21 | 24–37 |       |

### Kampioenspoule

#### Teams
| Positie            | Team             | Opmerking             |
| ------------------ | ---------------- | --------------------- |
| No. 02 BENE-League | OCI-LIONS        | 1ste Nederlandse team |
| No. 04 BENE-League | FIQAS/Aalsmeer   | 2de Nederlandse team  |
| No. 05 BENE-League | Herpertz Bevo HC | 3de Nederlandse team  |
| No. 06 BENE-League | KRAS/Volendam    | 4de Nederlandse team  |

#### Stand
| Pos | Team             | Wed | W | G | V | Ptn | DV  | DT  | +/− | Opmerking                                   |
| --- | ---------------- | --- | - | - | - | --- | --- | --- | --- | ------------------------------------------- |
| 1   | FIQAS/Aalsmeer   | 6   | 3 | 1 | 2 | 10  | 163 | 159 | +4  | Spelen best-of-three voor het kampioenschap |
| 2   | OCI-LIONS        | 6   | 3 | 0 | 3 | 10  | 182 | 180 | +2  | Spelen best-of-three voor het kampioenschap |
| 3   | KRAS/Volendam    | 6   | 3 | 0 | 3 | 7   | 180 | 175 | +5  |                                             |
| 4   | Herpertz Bevo HC | 6   | 2 | 1 | 3 | 7   | 178 | 189 | −11 |                                             |

#### Uitslagen
| Thuis \ Uit      | AAL   | BEV   | LIO   | VOL   |
| ---------------- | ----- | ----- | ----- | ----- |
| FIQAS/Aalsmeer   |       | 28–28 | 27–29 | 34–29 |
| Herpertz Bevo HC | 27–28 |       | 36–34 | 28–32 |
| OCI-LIONS        | 24–22 | 37–28 |       | 31–37 |
| KRAS/Volendam    | 22–24 | 30–31 | 30–27 |       |

## Best of Three
| 19 mei 2018 | OCI-LIONS | 28–29 | FIQAS/Aalsmeer | City Resort, Sittard |
| 19 mei 2018 |           |       |                | City Resort, Sittard |
| 19 mei 2018 |           |       |                | City Resort, Sittard |

| 26 mei 2018 | FIQAS/Aalsmeer | 25–23 | OCI-LIONS | De Bloemhof, Aalsmeer |
| 26 mei 2018 |                |       |           | De Bloemhof, Aalsmeer |
| 26 mei 2018 |                |       |           | De Bloemhof, Aalsmeer |

| 2 juni 2018 | OCI-LIONS | v | FIQAS/Aalsmeer | City Resort, Sittard |
| 2 juni 2018 |           |   |                | City Resort, Sittard |
| 2 juni 2018 |           |   |                | City Resort, Sittard |

## Einduitslag
| 01. | FIQAS/Aalsmeer               | - BENE-League 2018/19 + EHF Cup               |
| 02. | OCI-LIONS                    | - BENE-League 2018/19 + EHF Cup               |
| 03. | KRAS/Volendam                | - BENE-League 2018/19 + Challenge Cup         |
| 04. | Herpertz Bevo HC             | - BENE-League 2018/19                         |
| 05. | JMS/Hurry-Up                 | - BENE-League 2018/19 + Challenge Cup         |
| 06. | Wematrans/Quintus            | - BENE-League 2018/19                         |
| 07. | DFS Arnhem                   |                                               |
| 08. | Stipt Payroll/Houten         |                                               |
| 09. | Oosting Metaal Recycling/E&O |                                               |
| 10. | RED-RAG/Tachos               |                                               |
| 11. | AJ Sports/Hellas             |                                               |
| 12. | SMEZO/BFC                    |                                               |
| 13. | Cabooter Group/HandbaL Venlo |                                               |
| 14. | Herpertz Bevo HC 2           |                                               |
| 15. | OCI-LIONS 2                  |                                               |
| 16. | FIQAS/Aalsmeer 2             |                                               |
| 17. | DEF-Fire/Aristos             |                                               |
| 18. | ARBO Rotterdam HANDBAL       | - Gedegradeerd naar de Eerste divisie 2018/19 |

## Beste handballers van het jaar
Door de coaches zijn bij de heren de volgende spelers verkozen tot beste handballers van het jaar:
| Categorie    | Winnaar          | Club                   |
| ------------ | ---------------- | ---------------------- |
| Beste keeper | Gerrie Eijlers   | KRAS/Volendam          |
| Beste speler | João Jacob Ramos | OCI-LIONS              |
| Talent       | Dani Baijens     | SG Flensburg-Handewitt |